# بيبور
بيبور بلدة جنوب سودانية وتقع في جنوب شرق جنوب السودان في ولاية جونقلي وهي عاصمة مقاطعة بيبور. وولاية جونقلي تقع في جنوب السودان

## مواصلات
يخدم البلدة في مواصلاتها مطار بيبور.
1. ↑  GeoNames (بالإنجليزية), 2005, QID:Q830106
2. ↑  "معلومات عن بيبور على موقع geonames.org". geonames.org. مؤرشف من الأصل في 2019-12-14.